# Antonio Mantegazza
Antonio Mantegazza (Pavie, v. 1440 - ?? ) est un sculpteur italien du XVe siècle, actif en Lombardie dans les années 1460-1470.

## Biographie
Antonio Mantegazza est le frère de Cristoforo Mantegazza, avec lequel, à partir de 1472, il ornementa le bas de la façade de la Chartreuse de Pavie.

## Sources
- (it) Cet article est partiellement ou en totalité issu de l’article de Wikipédia en italien intitulé « Antonio Mantegazza » (voir la liste des auteurs).